# C/2014 M3 (Catalina)
C/2014 J1 (Catalina) — одна з довгоперіодичних комет типу комети Галлея. Ця комета була відкрита 26 червня 2014 року; вона мала 19.2m на час відкриття.